# Polypremum
Polypremum, monotipski biljni rod iz porodice Tetrachondraceae. Jedina vrsta je P. procumbens iz Sjeverne, Srednje i Južne Amerike i Antila 
Ropd je opisan u Species Plantarum 1: 111. 1753. 

## Povijest roda
Polypremum je monotipski rod koji je, unatoč tome što je tijekom godina bio smješten u više porodic. Rani autori su je uključili u Loganiaceae, a kada je ta porodica podijeljena, premještena je u Buddlejaceae (Holm 1924). U novije vrijeme, molekularni sustavi klasifikacije koje je razvila Grupa za filogeniju kritosjemenjača smjestili su Polypremum u Tetrachondraceae koji sadrži samo još jedan rod koji se ne pojavljuje u Sjevernoj Americi (Stevens 2017.). Stevens je uključio Tetrachondraceae na popis "slabo poznatih taksona kojima je hitno potrebno proučavanje". 

## Opis
Polypremum procumbens je niska, raširena biljka koja se različito opisuje kao jednogodišnja ili kratkoživuća trajnica koja ponekad stvara guste prezimljujuće rozete (Fernald 1950, Keener et al. 2021, Rabeler 2020). Obično je jako razgranata s granama koje se uzdižu ili su uspravne, ali rijetko prelazi 15 cm. (šest inča) u visinu (Britton i Brown 1913, Hosier 2018, LeGrande et al. 2021). Cvjetovi su bijeli, četverodijelni, ljevkasti i dlakavi u grlu (Gleason i Cronquist 1991).

## Sinonimi
- Cleyera Adans.; Fam. 2: 224 (1763) nec Thunbg. (1783)
- Symphoranthus Mitch.; Diss. Bot. & Zool. 41 (1769)
- Hasslerella Chodat; Bull. Herb. Boissier, sér. 2, 8: 87 (1908)
- Hasslerella rojasii Chodat; Bull. Herb. Boissier, sér. 2, 8: 88 (1908)
- Polypremum laxum Raf.; Autikon Bot. 17 (1840)
- Polypremum linnaei Michx.; Fl. Bor. Amer. 1: 83 (1803)
- Polypremum schlechtendahlii Walp.; Nov. Act. Nat. Cur. 19: Suppl. 1: 350 (1843)
- Polypremum squarrosum Raf.; Autik. Bot.: 17 (1840)

- P. procumbens
- P. procumbens
- P. procumbens